# Volkelius
Volkelius is een geslacht van wantsen uit de familie van de Miridae (Blindwantsen). Het geslacht werd voor het eerst wetenschappelijk beschreven door William Lucas Distant in 1904.

## Soorten
Het genus bevat de volgende soorten:

- Volkelius carvalhoi Namyatova & Cassis, 2014
- Volkelius maculatus Namyatova & Cassis, 2014
- Volkelius niger Namyatova & Cassis, 2014
- Volkelius sulcatus Distant, 1904